# Fernleaf Classic 1989
Fernleaf Classic 1989 — жіночий тенісний турнір, що проходив на відкритих кортах з твердим покриттям у Веллінгтоні (Нова Зеландія). Належав до турнірів 1-ї категорії в рамках Туру WTA 1989. Відбувсь удруге і тривав з 6 до 12 лютого 1989 року. Перша сіяна Кончіта Мартінес здобула титул в одиночному розряді.

## Фінальна частина

### Одиночний розряд
Кончіта Мартінес —  Джо-Анн Фолл 6–1, 6–2
- Для Мартінес це був 1-й титул в одиночному розряді за сезон і 2-й — за кар'єру.

### Парний розряд
Елізабет Смайлі /  Дженін Томпсон —  Tracey Morton /  Гайді Шпрунґ 7–6(7–3), 6–1
- Для Смайлі це був 1-й титул за рік і 22-й - за кар'єру. Для Томпсон це був 1-й титул за рік і 3-й — за кар'єру.